# Pierre Jaccoud
Pour les articles homonymes, voir Jaccoud.
Pierre Jaccoud, né le 24 novembre 1905 à Genève et mort le 4 juillet 1996, est un avocat et personnalité politique suisse, membre du  parti radical.

## Biographie
Il est employé dans le cabinet de son père, d'abord comme avocat puis comme associé du cabinet et finalement comme chef de l'office. Du 27 février 1953 au 25 février 1955, il préside en tant que bâtonnier la chambre des avocats de Genève. Il a représenté entre autres Ali Khan en tant que mandataire de divorce lors du divorce entre celui-ci et Rita Hayworth, ainsi que de nombreuses entreprises suisses et étrangères à Genève. 
Il est également élu comme député au Grand Conseil (Suisse) du canton de Genève, marié et a deux filles et un fils.

## Affaire Jaccoud
En 1958, il est accusé d'avoir tué Charles Zumbach à son domicile de Plan-les-Ouates. L'accusation donne pour mobile la jalousie, en s'appuyant sur la liaison du magistrat avec Linda Baud, ex-maîtresse qui l'avait quitté pour André Zumbach, fils de la victime, metteur en ondes à Radio-Genève où Linda Baud travaillait comme secrétaire de direction.
Lors de son procès devant la cour d'assises du canton, qui s'ouvre le 18 janvier 1960 et dans lequel il est défendu par trois avocats : Raymond Nicolet, René Floriot et Albert Dupont-Willemin, il est condamné à sept ans de prison pour meurtre brutal.
Par la suite, il se bat dans ce qui est devenu l'affaire Jaccoud « pour réclamer en vain, jusqu'en 1980, la révision de son procès ». Son cas est considéré comme un des dossiers « les plus troublants, les plus énigmatiques qui aient jamais défrayé la chronique judiciaire de la Suisse ».

### Filmographie
- Christian-Jaque, La Seconde Vérité, A. Delahaie, 1966.